# Polygon Valley
Das Polygon Valley (englisch für Vielecktal) ist ein rund 1 km langes sowie zwischen 100 und 200 m breites Tal an der Ingrid-Christensen-Küste des ostantarktischen Prinzessin-Elisabeth-Lands. Es liegt in südsüdwest-nordnordöstlicher Ausrichtung in den Vestfoldbergen.
Das Antarctic Names Committee of Australia benannte es 1984 in Anlehnung an die Beschaffenheit des Talgrunds (vgl. Frostmusterboden).